# 巴巴塞纳

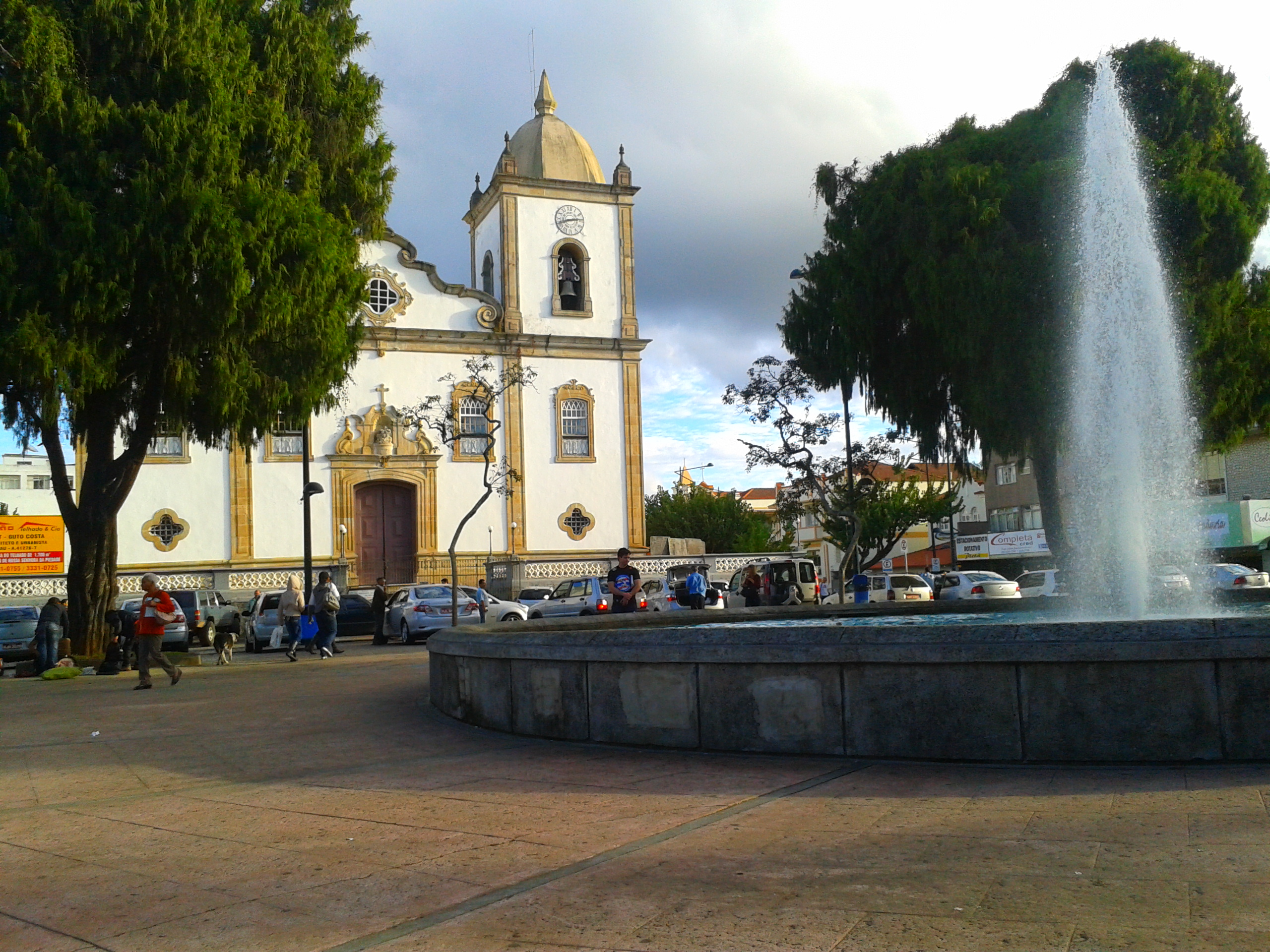
巴巴塞纳

巴巴塞纳（葡萄牙语：Barbacena），是巴西的一座小城市，位于米纳斯吉拉斯州（Minas Gerais）的东南部。纬度在南纬21-15S之间。海拔1171 m。类似巴西的大部分地区一样，巴巴塞纳的自然环境还不错，植被比较丰富。有许多矿产，但没有海和沙滩。

## 友好城市
- 美国艾奥瓦州伯灵顿 (艾奥瓦州)